# Verruyes
Verruyes és un municipi francès situat al departament de Deux-Sèvres i a la regió de la Nova Aquitània. L'any 2007 tenia 902 habitants.

## Demografia

### Població
El 2007 la població de fet de Verruyes era de 902 persones. Hi havia 381 famílies de les quals 92 eren unipersonals (60 homes vivint sols i 32 dones vivint soles), 149 parelles sense fills, 124 parelles amb fills i 16 famílies monoparentals amb fills.
La població ha evolucionat segons el següent gràfic:
Habitants censats

### Habitatges
El 2007 hi havia 456 habitatges, 380 eren l'habitatge principal de la família, 54 eren segones residències i 21 estaven desocupats. 438 eren cases i 18 eren apartaments. Dels 380 habitatges principals, 285 estaven ocupats pels seus propietaris, 84 estaven llogats i ocupats pels llogaters i 11 estaven cedits a títol gratuït; 2 tenien una cambra, 26 en tenien dues, 53 en tenien tres, 94 en tenien quatre i 205 en tenien cinc o més. 298 habitatges disposaven pel capbaix d'una plaça de pàrquing. A 174 habitatges hi havia un automòbil i a 179 n'hi havia dos o més.

### Piràmide de població
La piràmide de població per edats i sexe el 2009 era:
| Homes | Edats   | Dones |
| ----- | ------- | ----- |
| 0     | 95 o +  | 0     |
| 0     | 90 a 94 | 0     |
| 0     | 85 a 89 | 4     |
| 8     | 80 a 84 | 4     |
| 20    | 75 a 79 | 36    |
| 36    | 70 a 74 | 28    |
| 36    | 65 a 69 | 32    |
| 8     | 60 a 64 | 8     |
| 32    | 55 a 59 | 20    |
| 32    | 50 a 54 | 24    |
| 24    | 45 a 49 | 36    |
| 48    | 40 a 44 | 40    |
| 24    | 35 a 39 | 32    |
| 28    | 30 a 34 | 40    |
| 32    | 25 a 29 | 36    |
| 16    | 20 a 24 | 8     |
| 24    | 15 a 19 | 28    |
| 36    | 10 a 14 | 36    |
| 32    | 5 a 9   | 20    |
| 32    | 0 a 4   | 36    |

## Economia
El 2007 la població en edat de treballar era de 537 persones, 394 eren actives i 143 eren inactives. De les 394 persones actives 363 estaven ocupades (199 homes i 164 dones) i 31 estaven aturades (13 homes i 18 dones). De les 143 persones inactives 68 estaven jubilades, 43 estaven estudiant i 32 estaven classificades com a «altres inactius».

### Ingressos
El 2009 a Verruyes hi havia 382 unitats fiscals que integraven 916,5 persones, la mediana anual d'ingressos fiscals per persona era de 15.190 €.

### Activitats econòmiques
Dels 32 establiments que hi havia el 2007, 1 era d'una empresa extractiva, 3 d'empreses alimentàries, 1 d'una empresa de fabricació d'altres productes industrials, 5 d'empreses de construcció, 6 d'empreses de comerç i reparació d'automòbils, 1 d'una empresa de transport, 4 d'empreses d'hostatgeria i restauració, 1 d'una empresa d'informació i comunicació, 1 d'una empresa immobiliària, 6 d'empreses de serveis, 1 d'una entitat de l'administració pública i 2 d'empreses classificades com a «altres activitats de serveis».
Dels 8 establiments de servei als particulars que hi havia el 2009, 2 eren paletes, 1 guixaire pintor, 1 fusteria, 1 lampisteria, 1 veterinari i 2 restaurants.
Dels 4 establiments comercials que hi havia el 2009, 1 era una botiga de més de 120 m², 1 una botiga de menys de 120 m² i 2 fleques.
L'any 2000 a Verruyes hi havia 55 explotacions agrícoles que ocupaven un total de 2.494 hectàrees.

## Equipaments sanitaris i escolars
L'únic equipament sanitari que hi havia el 2009 era una farmàcia.
El 2009 hi havia una escola elemental.

## Poblacions més properes
El següent diagrama mostra les poblacions més properes.